# Тешка коњица
Тешка коњица (енгл. Heavy cavalry) је војни термин који означава коњицу намењену за удар - јуриш и борбу прса у прса. У старом и средњем веку, тешка коњица била је наоружана копљем и мачем и заштићена оклопом, који је, са разним изменама, остао у употреби све до 18. века. У 19. веку оклопи су у тешкој коњици већином напуштени, па се она од лаке коњице више није разликовала опремом, као раније, већ улогом и употребом на бојишту: док је лака коњица била намењена за извиђање и гоњење, тешка коњица била је намењена за јуриш и решавање битке борбом прса у прса хладним оружјем. Тешка коњица постојала је у Европи све до Првог светског рата, када је укинута и замењена драгонима, лаком коњицом наоружаном пушкама и обученом за борбу пешице.

## Историја
Подела коњице на тешку и лаку настала је још у старом веку. Највећи део коњаника био је наоружан лаким бацачким оружјем (џилит, лук и стрела) и готово без икакве заштитне опреме, формирајући лаку коњицу. Мањи део коњаника располагао је оружјем за блиску борбу, имао кожну или металну заштитну опрему, и дејствовао ударом. У старом веку тешка коњица била је малобројна и мање значајна на бојишту, са изузетком античких Македонаца и Картагињана. У средњем веку, тешка феудална витешка коњица била је доминантан (а често и једини) род војске у Европи, а тешка коњица остала је важан фактор на европским бојиштима све до 19. века. Примери тешке коњице у историји ратовања укључују:
- асирска коњица (од 8. века пре н.е), наоружана луком и ножем, или кратким мачем и копљем, која у 7. веку п. н. е. добија и заштитну опрему (штит, верижњача, кожне чакшире, чврсте чизме и шиљати шлем, и прекривач за коња).[1]
- хетери, тешка македонска коњица наоружана копљем и мачем и заштићена оклопом и штитом.[1]
- катафракти, тешка коњица хеленистичких и блискоисточних држава у старом веку.
- витезови, тешка феудална коњица у средњовековној Европи.[1]
- аркебузири, тешка коњица наоружана ватреним оружјем из 16. века.[1]
- рајтери, тешка коњица наоружана сабљом и пиштољем из 17. века.[1]
- кирасири, тешка коњица наоружана сабљом и пиштољем из 18. и 19. века. Последње јединице кирасира у Француској задржале су оклопе све до Првог светског рата.[1]